# سی دات
سی دات (به انگلیسی: C-DOT) (Centre for Development of Telematics) کمپانی هندی دولتی که مالک یک کمپانی مخابراتی در کشور هندوستان است. این کمپانی در سال ۱۹۸۴ بنیان گذاشته شد و در زمینه مخابراتی و نرم‌افزاری فعالیت می‌کند. مرکز این کمپانی در شهر بنگلر واقع است.

## فعالیت‌های جاسوسی سی دات
در سال ۲۰۱۴ سازمان غیر دولتی گزارشگران بدون مرز این کمپانی را به انجام جاسوسی بر اطلاعات کاربران خود متهم کرد و نام هندوستان را در لیست دشمنان اینترنت قرار داد.